# Vera Mendes
Vera Mendes är en kommun i Brasilien.   Den ligger i delstaten Piauí, i den östra delen av landet, 1 200 km nordost om huvudstaden Brasília. Antalet invånare är 2 987.
Omgivningarna runt Vera Mendes är huvudsakligen savann. Runt Vera Mendes är det mycket glesbefolkat, med 7 invånare per kvadratkilometer.